# Bothvidus Jonæ
Bothvidus Jonæ, född 1555 i Furingstads församling, död 8 november 1631 i Vånga församling, var en svensk präst.

## Biografi
Bothvidus Jonæ föddes 1555 i Furingstads församling. Han var son till bonden Jon Persson på Vallby. Jonæ prästvigdes 1580 och blev 1586 kyrkoherde i Vånga församling. Han avled 1631 i Vånga församling.
Jonæ underskrev Uppsala möte 1593 och prästerskapets oligation och försäkring 19 februari 1594.

## Familj
Jonæ gifte sig första gången med Margareta Larsdotter (död 1593). Hon var dotter till domprosten Laurentius Joannis och Brita Olofsdotter i Linköpings församling. De fick tillsammans sonen kyrkoherden Israel Wongorosander i Vånga församling.
Jonæ gifte sig andra gången med en dotter till rektorn Benedictus Orosander vid Katedralskolan, Linköping. De fick tillsammans barnen Margareta Botvidsdotter som var gift med kyrkoherden Nicolaus Cnattingius i Västerlösa församling och Anna Botvidsdotter som var gift med kyrkoherden Laurentius Ask i Törnevalla församling.